# Clérey-sur-Brenon
Clérey-sur-Brenon is een gemeente in het Franse departement Meurthe-et-Moselle (regio Grand Est) en telt 62 inwoners (2009). De plaats maakt deel uit van het arrondissement Nancy.

## Geografie
De oppervlakte van Clérey-sur-Brenon bedraagt 4,5 km², de bevolkingsdichtheid is dus 13,8 inwoners per km².
De onderstaande kaart toont de ligging van Clérey-sur-Brenon met de belangrijkste infrastructuur en aangrenzende gemeenten.

## Demografie
Onderstaande figuur toont het verloop van het inwonertal (bron: INSEE-tellingen).